# (73828) 1996 AD6
(73828) 1996 AD6 – planetoida z pasa głównego asteroid okrążająca Słońce w ciągu 4,18 lat w średniej odległości 2,59 j.a. Odkryta 12 stycznia 1996 roku.